# Вращающийся радиотранзиент
Вращающийся радиотранзиент — источник интенсивных, коротких вспышек в радиодиапазоне, впервые обнаруженных в 2006 году. Излучение, испускаемое вращающимися радиотранзиентами очень похоже на испускаемое пульсарами. Предполагается что они излучаются нейтронными звездами с сильным магнитным полем, однако их апериодичность в настоящее время необъяснима.

## Список известных вращающихся радиотранзиентов
- RRAT J0848-43
- RRAT J1317-5759
- RRAT J1443-60
- RRAT J1754-30
- RRAT J1819-1458
- RRAT J1826-14
- RRAT J1839-01
- RRAT J1846-02
- RRAT J1848-12
- RRAT J1911+00
- RRAT J1913+1333
- PSR J2225+35